# Atherurus
Atherurus là một chi động vật có vú trong họ Nhím lông Cựu Thế giới, bộ Gặm nhấm. Chi này được F. Cuvier miêu tả năm 1829. Loài điển hình của chi này là Hystrix macroura Linnaeus, 1758.

## Các loài
Chi này gồm các loài:
- Atherurus africanus Gray, 1842
- Atherurus macrourus (Linnaeus, 1758)

## Hình ảnh

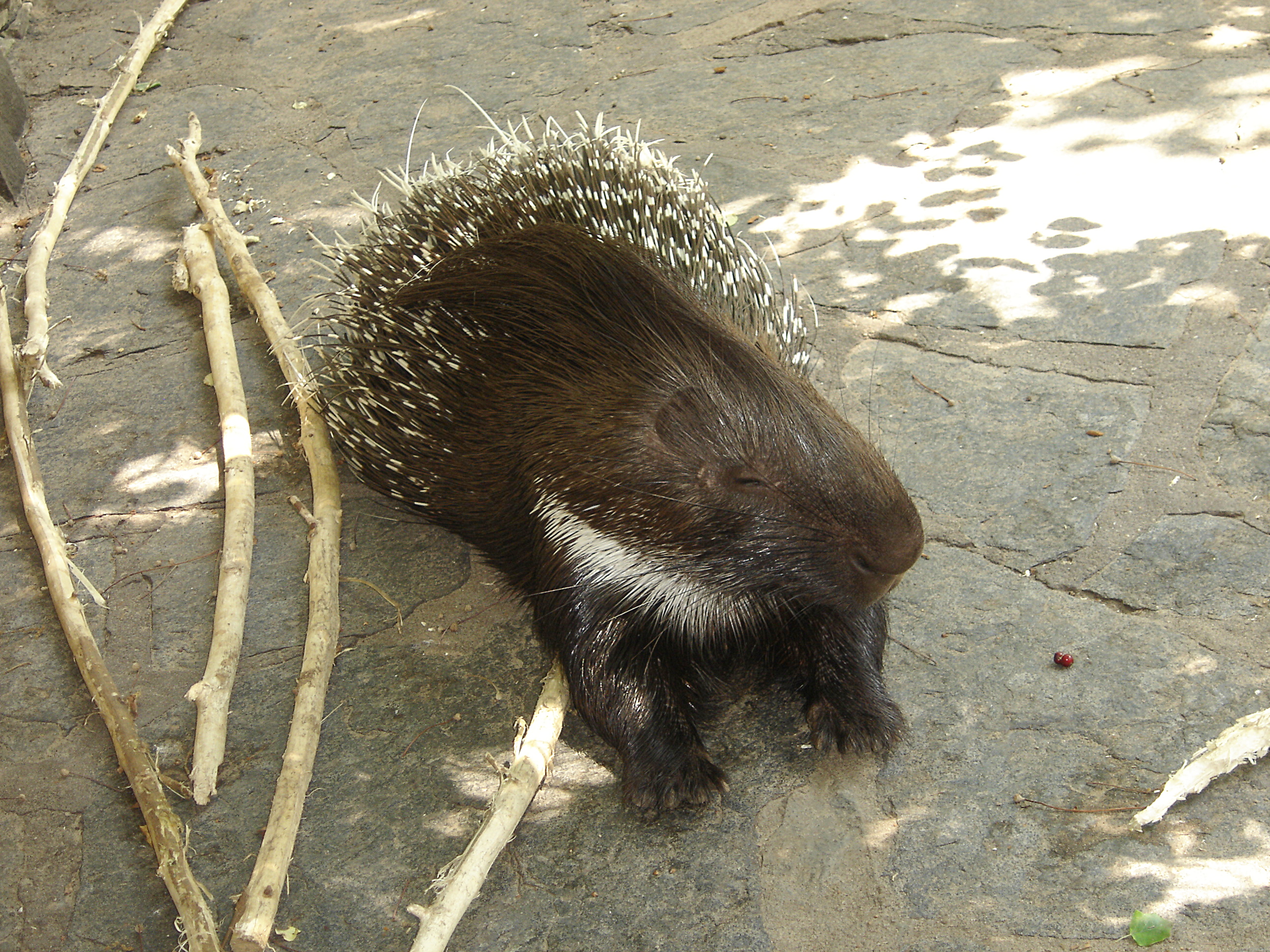
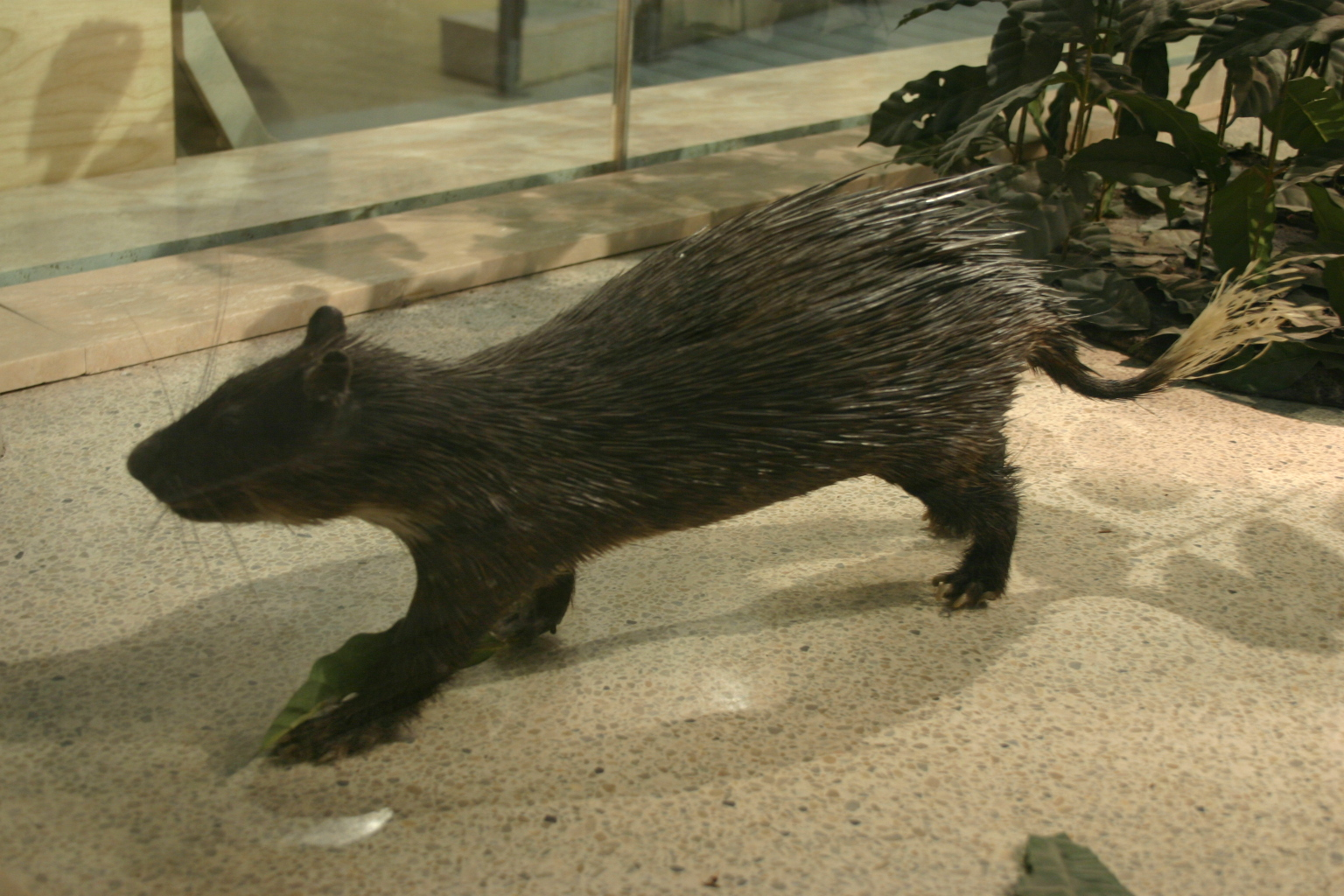